# Alchisme frontomaculata
Alchisme frontomaculata är en insektsart som beskrevs av Creão-duarte och Albino Morimasa Sakakibara 1997. Alchisme frontomaculata ingår i släktet Alchisme och familjen hornstritar. Inga underarter finns listade i Catalogue of Life.